# Kazimierz Junosza-Stępowski
Kazimierz Junosza-Stępowski (sinh ngày 26 tháng 11 năm 1880 - mất ngày 5 tháng 7 năm 1943) là một diễn viên điện ảnh và diễn viên sân khấu người Ba Lan. Ông là một huyền thoại diễn xuất trong nền điện ảnh Ba Lan. Kazimierz Junosza-Stępowski góp mặt trong nhiều bộ phim đầu tiên của Ba Lan từ năm 1902. Không may, ông đã bị sát hại khi cố gắng bảo vệ vợ mình khỏi lực lượng Quân đội Nhà khi họ phát hiện ra bà là mật thám của Gestapo.

## Thành tích nghệ thuật
- Uwiedziona (1931)
- Córka generała Pankratowa (1934)
- Młody las (1934)
- Kochaj tylko mnie (1935)
- Pan Twardowski (1936)
- Bohaterowie Sybiru (1936)
- Róża (1936)
- Trędowata (1936)
- Wierna rzeka (1936)
- Znachor (1937)
- Profesor Wilczur (1938)
- Kobiety nad przepaścią (1938)
- Wrzos (1935)
- Ostatnia brygada (1938)
- Second Youth (1938)
- Rena (1938)
- Florian (1938)
- Sygnaly (1938)
- Doktór Murek (1939)

## Danh mục
- Haltof, Marek.  Polish Film and the Holocaust: Politics and Memory. Berghahn Books, 2012.
- Skaff, Sheila. The Law of the Looking Glass: Cinema in Poland, 1896-1939. Ohio University Press, 2008.